# Yokosuka D4Y Suisei
Le Yokosuka (横須賀) D4Y Suisei (彗星, "comète") était un bombardier en piqué de la Marine Impériale Japonaise. Les Alliés lui attribuèrent le nom de code Judy. Le D4Y était l'un des bombardiers en piqué les plus rapides de son époque et cela durant toute la Seconde Guerre mondiale. Seuls des retards de développement ont gêné sa mise en service, au profit de son prédécesseur, le robuste mais lent Aichi D3A qui resta en activité jusqu'à la fin de la guerre. En dépit de son utilisation limitée, la vitesse et l'autonomie du D4Y était appréciée aussi pour les missions de reconnaissance ou kamikazes.

## Conception
Le développement du D4Y commença en 1938 à l'Arsenal aérien naval de Yokosuka, à partir d'un projet de bombardier en piqué, pour remplacer le Aichi D3A. Son design fut grandement influencé par le bombardier en piqué allemand Heinkel He 118, ce qui entraîna le choix d'un moteur en ligne, chose rare sur les avions japonais.
Le D4Y était un monomoteur monoplan à ailes basses entièrement en métal, équipé d'un train escamotable et d'aérofreins montés sur les ailes. Le pilote et le navigateur/radio/mitrailleur prenaient place dans un cockpit recouvert d’une longue verrière assurant une visibilité multidirectionnelle accrue. Le pilote des versions pour le bombardement vertical utilisait un viseur télescopique. Le moteur était un moteur en ligne V12 à refroidissement liquide Aichi Atsuta de 1 200 ch, copie sous licence japonaise du moteur allemand Daimler-Benz DB 601 (en). Le radiateur était situé derrière et au-dessous de l'hélice tripale, comme sur le Curtiss P-40.

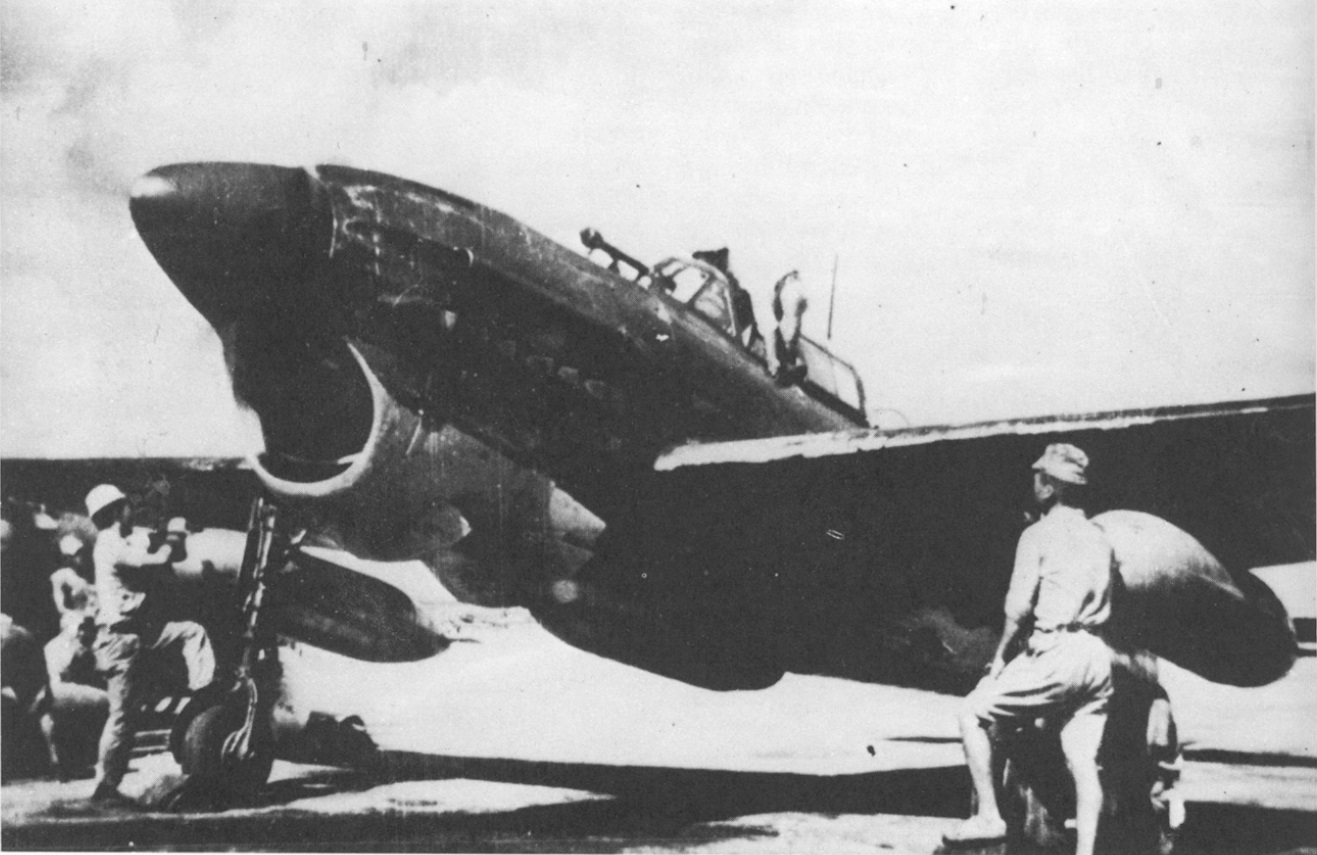
Yokosuka D4Y1 Susei au décollage (1942)

Son fuselage profilé et mince lui permettait d'atteindre de grandes vitesses en vol horizontal et en plongée, tandis que sa faible charge alaire lui assurait une excellente manœuvrabilité, bien supérieure à celle des autres bombardiers en piqué tel que le SB2C Helldiver. Conformément à la doctrine de la Marine Impériale Japonaise concernant la conception de ses avions, le D4Y n'était équipé ni de réservoirs auto-obstruant, ni de blindage. En conséquence, le D4Y était extrêmement vulnérable et avait tendance à prendre feu.
Le D4Y pouvait emporter des bombes sous les ailes mais aussi dans une soute interne, chose rare pour un monomoteur. Il pouvait emporter une bombe de 500 kg, mais certains rapports affirment que le Susei pouvait embarquer deux bombes de 250 kg, comme durant l'attaque contre le porte-avions léger USS Princeton. Seulement 30 kg de bombes pouvait être chargées sous les ailes. L'appareil était armé de deux mitrailleuses de 7,7 mm (calibre .303) installées sur le capot moteur et une mitrailleuse Type 1 de 7,92 mm (calibre .312) dans le cockpit arrière. Plus tard, la 7,92 mm fut remplacée par une mitrailleuse Type 2 de 13 mm (calibre .51). Cette mitrailleuse de défense était typique pour un bombardier embarqué japonais. La mitrailleuse de défense était retirée dans la version kamikaze.
Le premier prototype du D4Y vola pour la première fois en décembre 1940. Après les premiers essais fructueux, le développement continua et les premiers problèmes arrivèrent. Pendant les phases de bombardement en piqué, les ailes du D4Y commençaient à vibrer fortement, défaut qui s'avère fatal à l'appareil qui doit normalement supporter des stress structurels élevés. À cause de cela, la première série de production de ce modèle fut utilisée comme avion de reconnaissance, tel que le D4Y1-C, qui mettait à profit sa vitesse et son autonomie tout en limitant les contraintes structurelles.
La production du D4Y1-C continua en petit nombre à partir de mars 1943, quand la hausse des pertes subies par le D3A entraina la mise en première ligne du D4Y1 en tant que bombardier en piqué, une fois ses problèmes structurels corrigés. Initialement prévu pour opérer à partir des grands porte-avions qui constituaient l'essentiel de la Flotte nippone au début de la guerre, le Surei rencontra des problèmes lorsque les pertes de la Bataille de Midway l'obligèrent à utiliser des petits et lents porte-avions, tels que ceux de la classe Hiyō. Un équipement de catapultage devant être installé, une nouvelle version vit le jour sous la dénomination D4Y-1 Kai (ou amélioré).

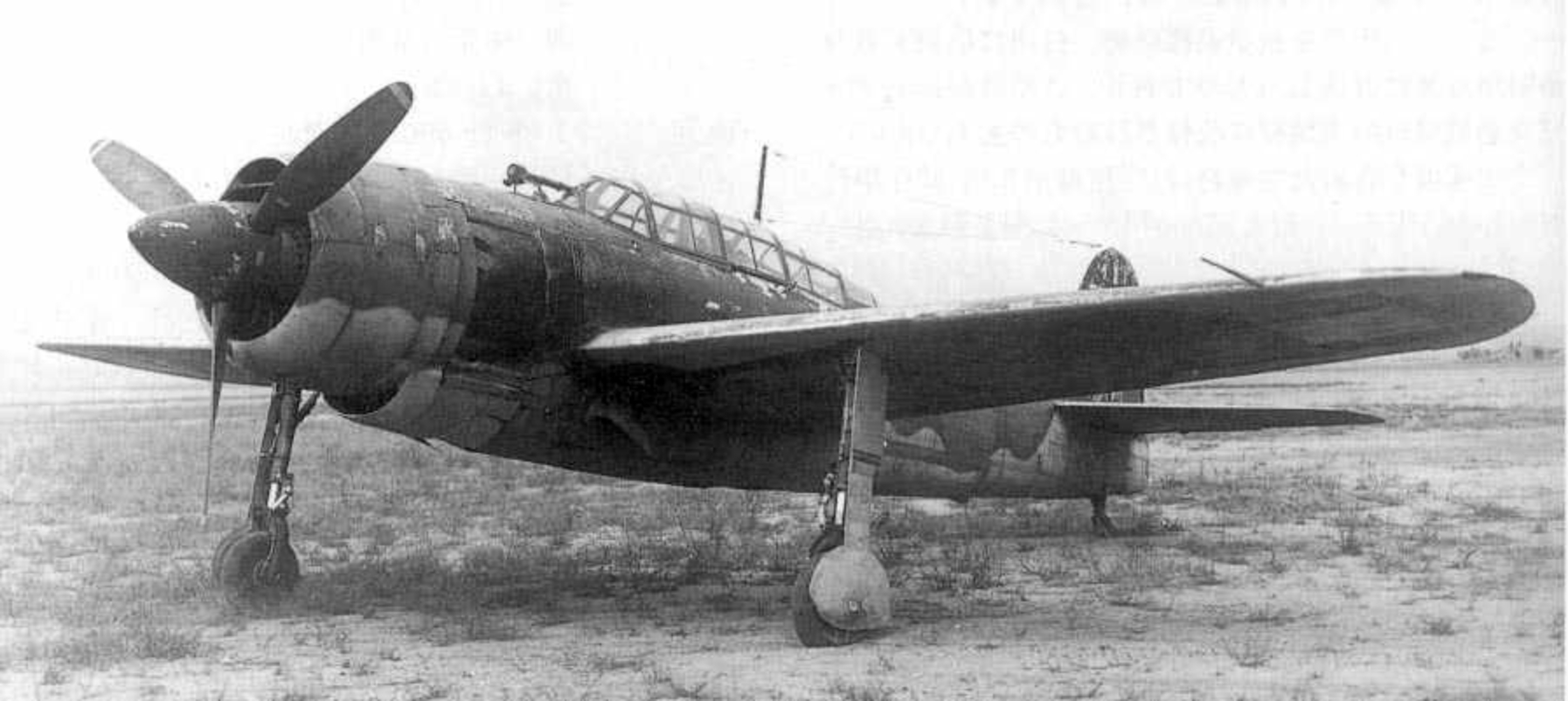
Yokosuka D4Y3 à moteur en étoile

Ces dernières versions du D4Y eurent des difficultés à rester en service actif, du fait des problèmes de maintenance des moteurs en ligne Atsuta sur la ligne de front. Depuis le début, beaucoup de parties prenantes demandaient que le D4Y soit équipé d'un moteur en étoile à refroidissement par air, comme l'ensemble des appareils japonais. De là, une nouvelle variante fut construite équipée avec un moteur à 14 cylindres Mitsubishi MK8P Kinsei 62, et désignée Yokosuka D4Y3 Model 33.
Bien que ce nouveau moteur améliorait l'altitude maximale (10 000 m contre 9 400 m) et le taux de montée (3 000 m en 4,5 min contre 5 min), l'augmentation de la consommation en carburant qui en résultait diminua le rayon d'action et la vitesse de croisière, tandis que la vision du pilote était réduite par ce nouveau volumineux moteur... Mais ces problèmes furent tolérés en raison de la meilleure maintenance et de la disponibilité rapide de cette variante.
La dernière version du modèle fut le Bombardier d'Attaque spécial D4Y4 destiné aux missions suicides. Cet avion monoplace Kamikaze, qui était capable de transporter près de 800 kg d'explosifs, fut produit à partir de février 1945. Il était pourvu de 3 fusées JATO permettant d'accélérer la vitesse de piqué du bombardier. Le D4Y4 était cependant l'avion Kamikaze idéal en combinant une vitesse élevée (560 km/h), un grand rayon d'action (2 000 km) et une charge utile sans équivalence dans l'aviation japonaise (800 kg)...
Le D4Y5 Model 54 fut un projet de version dessiné en 1945. Il était équipé du moteur en étoile Nakajima JK9C Homare 12 développant 1 825 ch, d'une hélice quadripale en métal et d'un meilleur blindage pour l'équipage et les réservoirs de carburants.
Au total, 2 038 D4Y, toutes variantes confondues, furent produits, dont la plupart par la firme Aichi Kokuki KK.

## Engagements
Lors de ses engagements face aux chasseurs alliés, le Susei se révéla handicapé par son absence de blindage et de réservoirs auto-obturant. Cependant, il réussit à causer des dommages considérables à la flotte ennemie, par exemple le USS Franklin qui fut presque coulé par un seul D4Y.
Le D4Y opéra à partir des porte-avions japonais suivant : Chitose, Chiyoda, Hiyō, Jun'yō, Shin'yō, Shōkaku, Sōryū, Taihō, Unryū, Unyō et Zuikaku.
Le D4Y1-C de reconnaissance entra en service actif à la mi-1942, quand deux appareils de cette version furent déployés à bord du Sōryū durant la Bataille de Midway. Les deux appareils furent détruits quand le Sōryū fut coulé.

### Les Mariannes
Durant la bataille des Mariannes (Du 19 au 20 juin 1944), les DY4s furent engagés par les chasseurs de l'U.S. Navy et abattus en grand nombre. Le D4Y était plus rapide que le Grumman F4F Wildcat, mais moins que le nouveau Grumman F6F Hellcat. Les avions japonais efficaces en 1943, se révélèrent dépassés par les avancées technologiques américaines de 1944 et l'introduction en grand nombre de porte-avions de la classe Essex pouvant transporter plus d'appareils.Il faut prendre en compte aussi que le manque d'expérience des pilotes japonais représenta un lourd désavantage.
La Task Force 58 attaqua les aérodromes basés aux Philippines et détruisit dans un premier temps la force aérienne nippone basée à terre avant d'engager les appareils de la Marine Impériale. Le résultat est ce que les Américains appelleront le « tir aux pigeons des Mariannes » ou « The Great Marianas Turkey Shoot », où près de 400 appareils japonais furent abattus en un seul jour. Ce jour-là, Un pilote de Hellcat, le lieutenant Alexander Vraciu, descendit 6 D4Y en quelques minutes.

### Leyteet lesPhilippines

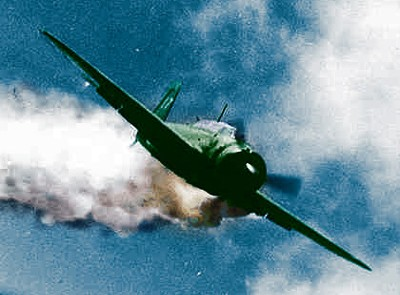
Le D4Y3 du Lt. Yoshinori Yamaguchi plonge sur le, à 12h56, le 25 novembre 1944. Les volets aérofreins sont sortis et on peut voir une traînée de fumée sortir du réservoir d'aile. L'absence de réservoirs auto-obturants rendit les D4Y faciles à enflammer avec quelques balles traçantes.

Le D4Y fut relégué aux opérations terrestres où le D4Y2 à moteur à refroidissement liquide et le D4Y3 à moteur en étoile se battirent tous les deux contre la Marine américaine. Un D4Y réussit à toucher et couler le porte-avions USS Princeton le 24 octobre 1944. Les D4Y touchèrent aussi les autres porte-avions à la fois par des attaques conventionnelles mais aussi par des attaques Kamikazes. Durant les combats aériens au-dessus des Philippines, les Japonais utilisèrent pour la première fois les attaques kamikazes qui firent subir des lourdes pertes côté américain. Les D4Y du 761 Kōkūtai accrochèrent à leur tableau de chasse les porte-avions d'escorte USS Kalinin Bay le 25 octobre 1944 et le lendemain USS Suwannee. Les deux navires furent gravement endommagés, spécialement le Suwannee qui compta beaucoup de tués et beaucoup d'avions détruits. Un mois plus tard, le 25 novembre, les porte-avions USS Essex, Hancock, Intrepid et Cabot furent touchés par des attaques kamikazes de la part de chasseurs A6M Zero et de D4Y des 601 et 653 Kōkūtai, qui firent plus de dommages.

### Japon
La Task Force 58 approcha du sud du Japon en mars 1945 pour attaquer les objectifs militaires en support à la invasion d'Okinawa. Les japonais répondirent par de massives attaques kamikaze, sous le nom de code Kikusui, où beaucoup de D4Y furent utilisés.
Les porte-avions USS Enterprise et Yorktown furent endommagés par des D4Ys du 701 Kōkūtai le 18 mars. Le 19 mars, le porte-avion Franklin fut frappé par un autre D4Y, en dépit d'un intense tir de barrage. Le Franklin fut si gravement endommagé qu'il fut retiré du service jusqu'à la fin de la guerre. Un autre D4Y toucha le porte-avions USS Wasp.
Le 12 avril 1945, un D4Y, faisant partie de la mission Kikusui no 2 frappa l'Enterprise, en causant quelques dommages.
Durant l'attaque Kikusui no 6, le 11 mai 1945, l'USS Bunker Hill fut frappé par deux kamikazes que certains identifient comme des D4Ys. C'était le troisième porte-avions de la classe Essex à devoir être retiré du service actif pour retourner en réparation aux États-Unis.

### Chasseur de nuit
Le D4Y était plus rapide que le Mitsubishi A6M Zero. Quelques-uns furent convertis en chasseurs de nuit D4Y2-S pour combattre les Boeing B-29 Superfortress, une mission unique pour un bombardier en piqué monomoteur. La conversion en chasseur de nuit fut faite par le 11e Arsenal d'aviation naval de Hiro. Chaque D4Y2-S vit son équipement de bombardement retiré et un canon Type 99 Modèle 2 de 20 mm installé dans le cockpit arrière, dont le canon était incliné vers l'avant et le haut. Cependant l'absence de radar pour les opérations de nuit et le faible taux de montée, combiné avec la haute altitude de vol du B-29, rendirent le D4Y2-S inefficace comme chasseur de nuit.

### Dernière action

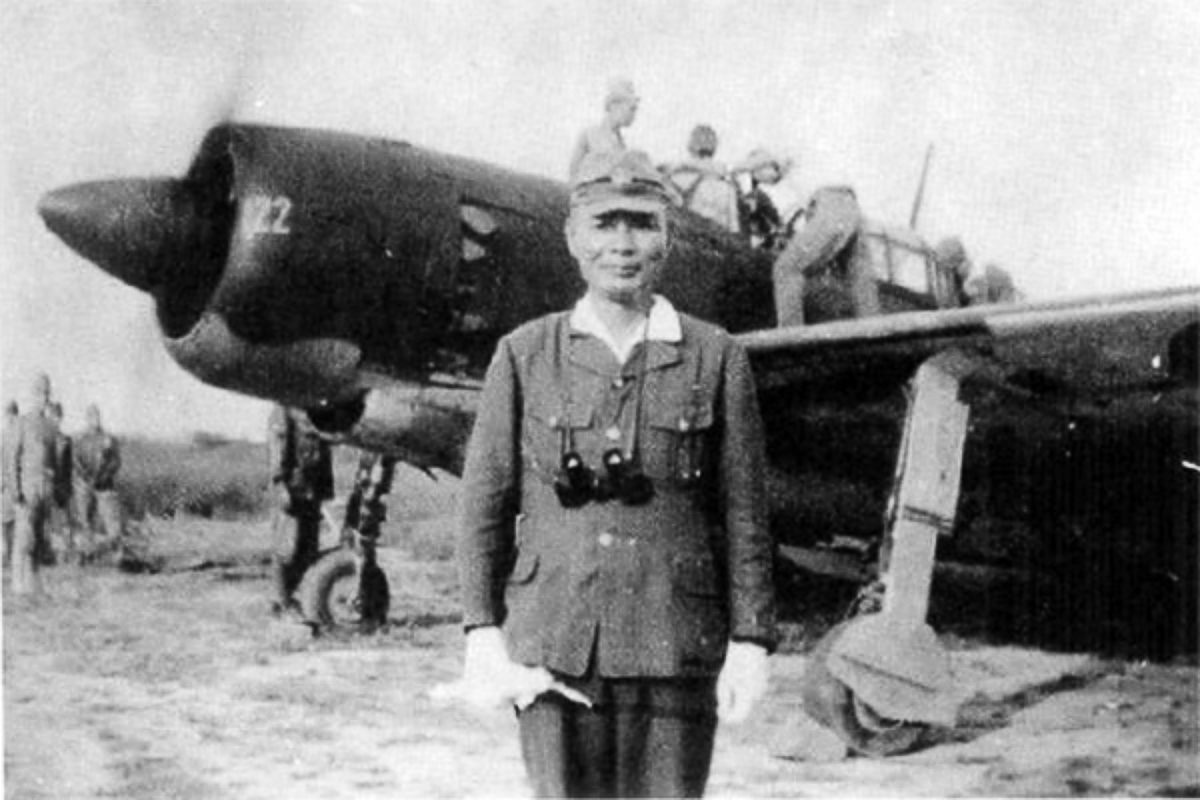
Le vice-amiral Matome Ugaki devant son Yokosuka D4Y3 avant son attaque kamikaze à Okinawa (15 août 1945).

À la fin de la guerre, quelques D4Y restèrent en action contre l'US Navy, les derniers onze d'entre eux participèrent à la dernière attaque kamikaze de la guerre, le 15 août 1945. Dirigés par le vice-amiral Matome Ugaki, tous sauf trois furent abattus.

## Pays utilisateurs
Japon

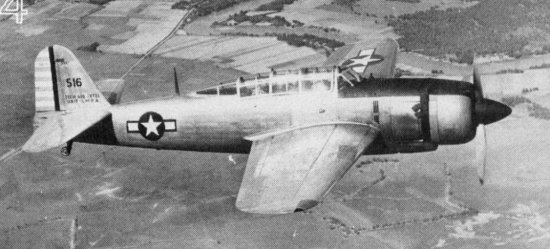
Un D4Y3 (type 33) en évaluation par le TAIC (Technical Air Intelligence Center) de l'US Navy d'Anacosta après la Seconde Guerre mondiale.

- Service aérien de la Marine impériale japonaise
  - 1er Koku Sentai
  - 2e Koku Sentai
  - 3e Koku Sentai

 Mandchoukouo
 États-Unis
- L'United States Navy utilisa des D4Y capturés pour différents tests d'évaluation.

## Variantes
D4Y1
Prototype/Première version de production en série. Équipé d'un moteur Aichi AE1A Atsuta 12 de 1 200 ch (895 kW).
D4Y1-C
Version de reconnaissance produite par l'usine Aichi de Nagoya.
D4Y1 KAI
Version de bombardement en piqué navalisée (catapultable).
D4Y2 Model 12
Version utilisant le moteur Aichi AE1P Atsuta 32 de 1 400 ch (1 044 kW)
D4Y2-C
Version de reconnaissance basée sur le D4Y2.
D4Y2 KAI Model 22
Version du D4Y2 navalisée (catapultable).
D4Y2a Model 12A
Version du D4Y2 avec une mitrailleuse de 13 mm (cal. 0.51) en défense.
D4Y2-Ca
Version de reconnaissance basée sur le D4Y2a.
D4Y2a KAI Model 22A
Version D4Y2a navalisée (catapultable).
D4Y2-S Suisei-E
Version de chasse de nuit (sans possibilité d'emport de bombes) et équipée d'un canon de 20 mm tirant vers le haut.
D4Y3 Model 33
Version équipée d'un moteur en étoile Mitsubishi Kinsei 62 de 1 560 ch (1 163 kW).
D4Y3a Model 33A
Version du D4Y3 équipée d'une mitrailleuse de 13 mm en défense.
D4Y4 Model 43 Special Strike Bomber
Version monoplace pour les missions kamikaze transportant 800 kg de bombes et équipée de 3 fusées JATO pour le décollage.
D4Y5 Model 54
Projet de version équipée d'un moteur en étoile Nakajima Homare, d'une hélice quadripale et d'un blindage supplémentaire.